# Coullemelle
Coullemelle is een gemeente in het Franse departement Somme (regio Hauts-de-France) en telt 242 inwoners (2004). De plaats maakt deel uit van het arrondissement Montdidier.

## Bezienswaardigheden

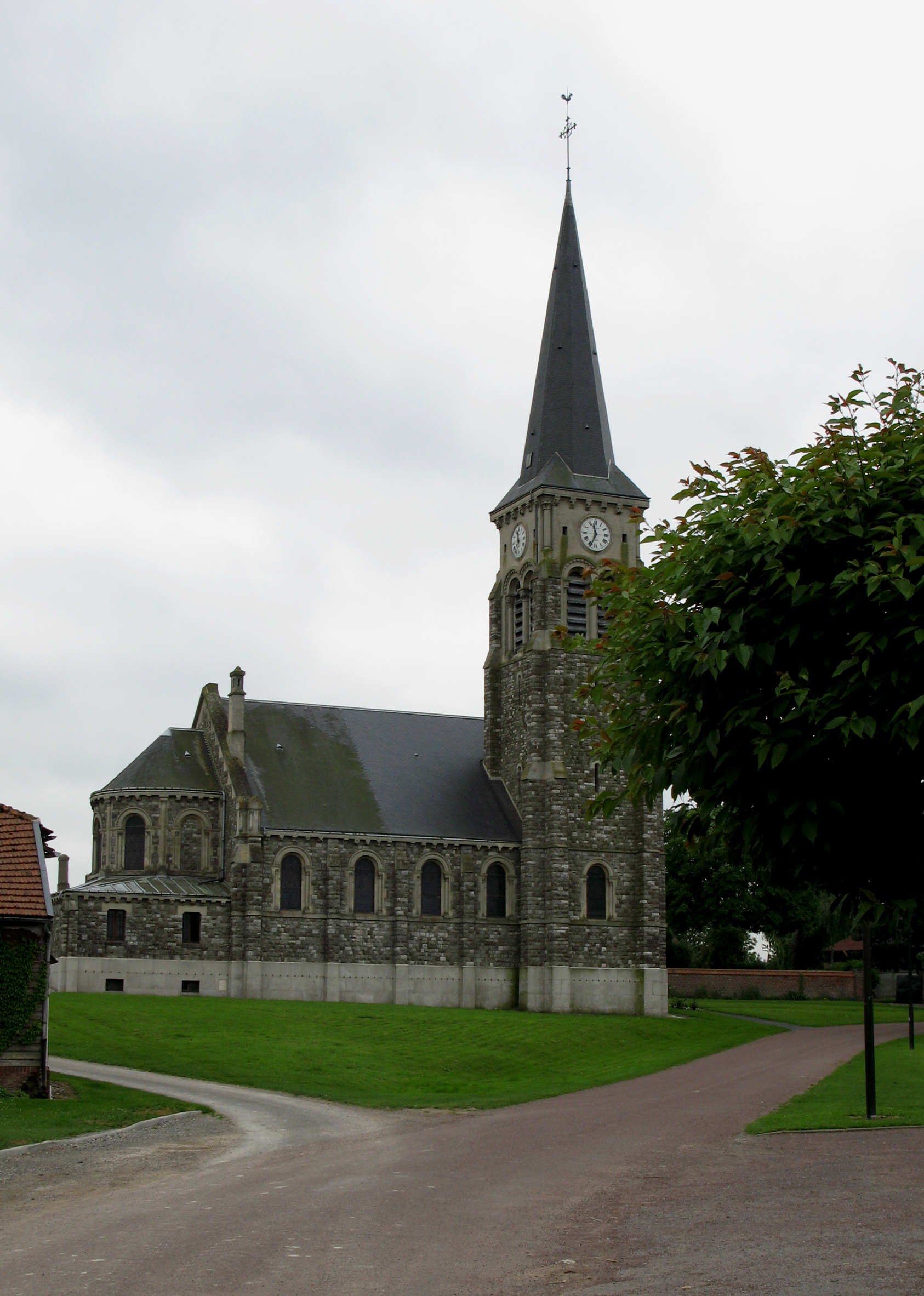
Église Saint-Nicolas

- De Église Saint-Nicolas werd heropgetrokken in 1924-1927.

## Geografie
De oppervlakte van Coullemelle bedraagt 9,2 km², de bevolkingsdichtheid is 26,3 inwoners per km².
De onderstaande kaart toont de ligging van Coullemelle met de belangrijkste infrastructuur en aangrenzende gemeenten.

## Demografie
Onderstaande figuur toont het verloop van het inwonertal (bron: INSEE-tellingen).